# Jamie Lambert
Christopher James Lambert (sinh ngày 14 tháng 9 năm 1973 ở Henley-on-Thames) là một cựu cầu thủ bóng đá người Anh, nổi tiếng nhất khi từng thi đấu cho Reading.